# Чечевиця темнощока
Чечевиця темнощока (Carpodacus trifasciatus) — вид горобцеподібних птахів родини в'юркових (Fringillidae). Мешкає в горах Китаю.

## Опис
Довжина птаха становить 17-19,5 см. Довжина крила становить 82-88 см, довжина хвоста 71-72 мм, довжина дзьоба 15-16 мм. Виду притаманний статевий диморфізм.
У самців лоб білий, тім'я, потилиця, шия з боків, плечі і спина темно-карміново-червоні, поцятковані чорними смужками. Через очі ідуть чорнуваті смуги, скроні чорнуваті, пера на них мають червоні края і білі смуги на стрижнях. Підборіддя і горло чорні, поцятковані білими смужками. Верхня частина грудей темно-бордова, поцяткована чорними смужками. Нижня частина грудей і боки малинові, груди з боків сірі. Живіт і гузка білуваті, пера на них мають сіцру центральну частину і чорні смуги на стрижнях. Нижня частина спини малинова або рожева, пера на надхвісті мають сірі кінчики. Крила чорні з широкими білими смугами, хвіст чорний. Очі темно-карі, дзьоб зверху темно-роговий, знизу жовтуватий, лапи темно-коричневі.
Самиці мають переважно темно-сіре забарвлення, на потилиці, шиї, спині і плечах у них темні смужки. Пера на плечах охристі або білуваті, обличчя поцятковане чорними або сіруватими плямками. Підборіддя і горло охристі. Верхня частина грудей охристо-коричнева, нижня частина грудей і боки рудувато-коричневі, живіт і гузка сіро-охристі. Надхвістя блідо-коричневе або оливково-коричневе, верхні покривні пера хвоста чорнувато-коричневі, хвіст чорний. Крила чорні, покривні пера крил темно-сірі з блідими краями і охристими або жовтувато-оранжевими кінчиками. Дзьоб тонший, ніж у самців, світліший і більш однотонний. Забарвлекння молодих птахів є подібним до забарвлення самиць.

## Поширення і екологія
Темнощокі чечевиці поширені на півдні Центрального Китаю, від південного Ганьсу і Шеньсі до північно-західного Юньнаня, західного Сичуаня і східного Тибета. Деякі популяції взимку мігрують до південного Тибета і Північно-Східної Індії. Вони живуть в ялинових і ялівцевих лісах, на висоті від 2130 до 3050 м над рівнем моряю. Взимку мігрують в долини, на висоту 1800 м над рівнем моря. Живляться переважно насінням трав, а також пагонами, плодами і ягодами. Темнощокі чечевиці є моногамними птахами, під час сезону розмноження, який триває з травня по серпень, демонструють територіальну поведінку. Гніздо чашоподібне, робиться з трави, гілочок і корінців, встелюється пухом. В кладці 3-4 блакитних яєць, поцяткованих чорнувато-бурими плямками. Інкубаційний період триває приблизно 2 тижні, насиджують самиці. За пташенятами доглядають і самиці, і самці, вони покидають гніздо через 3 тижні після вилуплення.